# 김시민
김시민(金時敏, 1554년 9월 23일(음력 8월 27일)~1592년 12월 26일(음력 1592년 10월 18일))은 조선 중기의 무신이다. 본관은 (구)안동, 자는 면오(勉吾), 시호는 충무(忠武)이다. 고려 때 충렬공(忠烈公) 김방경(金方慶)의 13대손이자 지평(持平) 김충갑(金忠甲)의 셋째 아들이다.

## 생애
1578년(선조 11)에 무과에 급제하여 군기시에 입사하였다. 김시민이 8살이던 해(1561년), 마을 냇가에 큰 뱀이 출몰하여 마을의 사람과 가축을 해치는 일이 있어 궁리하다가 '뱀은 뽕나무 활에 쑥대 화살로 쏘아 잡는다'라는 고사를 읽고 동네 아이들과 손수 만든 활로 쏘아 없애버렸다는 일화가 있다.
훈련원 판관에 재직하던 시절 병기 및 군사 훈련을 논의하다 병조 판서와 갈등을 빚고 그 자리에서 사직했다. 오래 지나서 그는 군기시 판관이 되었는데, 당시 제조(提調)였던 정승 이헌국(李憲國)이 그의 능력이 뛰어남을 눈여겨보고 외직으로 보임할 때마다 조정에 청해서 유임시켰다.
1583년 여진족 니탕개가 회령(會寧) 지방에서 소란을 일으키자 정언신의 부장으로 출정하여 토벌하였다. 

### 임진왜란
1591년(선조 24) 진주판관(晋州判官)이 되고, 부임한 지 1년 후 1592년 임진왜란이 일어나자 목사 이경과 함께 지리산으로 피하였다가 목사가 병사하자 초유사 김성일의 명에 따라 그 직을 대리하였다. 진주로 돌아와 성민을 안심시키고, 피난하였던 성민을 귀향하게 하였으며, 성채를 보수하고, 한편으로 군사 훈련으로 군사 체계를 갖추었다.
왜군은 사천에 집결한 다음 진주로 진격하였다. 이에 곤양군수 이광악과 상주판관 정기룡, 의병장 이달, 곽재우 등과 합세하고, 적을 중간에서 요격하고 패주하는 적을 추격하여 고성과 창원을 수복하였다.
이어 의병장 김면의 요청을 받아, 구원병 1천을 이끌고 가서, 거창의 사랑암에서 금산으로부터 서남진하는 왜군을 맞아 승전하였으며, 이 공으로 1592년 진주목사로 관직을 승진 제수받았다.
김시민은 취임 후 염초(焰硝) 5백여 근을 만들고 총통(銃筒) 70여 병(柄)을 만들고, 따로 부대를 배정하여 숙달시키는 한편, 성을 지키는 방책을 강화하였다.
음력 9월에는 진해로 출동하여 적을 물리치고 적장 평소태(平小太)를 사로잡아 행재소(行在所)로 보내자 조정에서는 통정대부로 임명하였다. 그 뒤 금산(金山)에서 적을 격파하여 사기가 충천하였다.

### 진주대첩
한 번 대패한 일본군은 진주성을 빼앗으려고 다시 계획을 세웠다. 1592년 일본의 2만 대군이 진주성(晋州城)으로 습격했는데, 1부대는 마재를 넘어오고 2부대는 불 천을 넘어 들어오고, 3부대는 진양을 무찌르고 들어왔다. 그런 다음 성을 둘러싸고 포위 공격을 감행하자 김시민은 고을 안에 사는 백성은 남녀노소를 불문하고 전부 성으로 들어오게 한 후, 여자는 모두 남장하라고 명령을 내렸다. 이렇게 조직된 3,800명의 군대를 이끌고 성을 철통같이 지키며 7일 간의 격전 끝에 일본군을 퇴각시켰다. 조선군의 위대한 승리였다.
그러나 김시민은 전투 마지막 날, 전투 중 왜군의 탄환을 맞고 쓰러져 병상에 누워 있다가 결국 눈을 감는다. 소설 징비록에서는 전투가 끝난 후 시체 속에 숨어 있던 왜군이 조총을 쏘아 김시민이 이마에 탄환을 맞았다고 기록되어 있다. 그의 나이 향년 38세였다.

## 사후
1604년(선조 37년) 선무공신(宣武功臣) 2등에 봉해졌으며, 상락군(上洛君)에 추봉되었다. 선조 40년에 사액을 받고, 1702년(숙종 35년)에는 영의정에 추증되었고, 상락부원군으로 추봉되고, 충무공이라는 시호를 하사했다. 충민사(忠愍祠)에 배향(配享)되었다.
1868년(고종 5년), 흥선대원군의 서원철폐령으로 충민사가 없어지고, 진주성 내의 창열사에 함께 배향되었다.
경상남도 시도유형문화재 제1호로 지정된 김시민 장군 전공비는 1619년(광해군 11년) 음력 7월에 진주성에 세워졌으며, 성여신이 비문을 짓고, 한몽인이 글씨를 썼다. 진주전상각적비(晉州全成却敵碑)라고도 하며, 시도유형문화재 제2호인 촉석정충단비와 나란히 서 있다. 1987년 당시 전투에서 숨진 이들을 위로하기 위해, 비의 뒷편에 계사순의단을 건립했다.
경상남도 진주시에 조성한 혁신도시 소재 동명인 충무공동은 김시민 장군의 호에서 비롯되었다.

## 가족 관계
- 고조부 : 김수형(金壽亨)
- 증조부 : 김언묵(金彦默)
- 조부 : 김석(金錫)
- 부 : 증 좌찬성 김충갑(金忠甲)
- 모 : 증 정경부인 창평 이씨(昌平李氏)
  - 형 : 김시회(金時晦)
- 장인 : 서팽수(徐彭壽)
  - 처 : 부여 서씨(扶餘徐氏)
    - 양자 : 김치(金緻), 김시회의 아들
    - 며느리 : 목씨(睦氏), 목첨의 사녀
      - 손자 : 안풍군(安豐君) 김득신(金得臣)
- 숙부 : 김제갑(金悌甲)
  - 사촌 : 김시헌(金時獻)
- 숙부 : 김인갑(金仁甲)
  - 사촌 : 김시양(金時讓)

## 일본의 반응 및 전후 일본 문학에서의 모습
제1차 진주성 전투에서 김시민 주도의 조선관민이 보여준 필사의 항전은 적인 일본군에게도 강렬한 인상을 남겼다. 이 전투는 일본의 정예 병력이 패배했기 때문에, 김시민은 조선군의 맹장으로서 그 이름을 날리게 되었다. 일본군은 김시민을 모쿠소, 또는 모쿠소 판관(木曾判官)이라고 불렀는데, 이것은 김시민의 직책인 목사(牧使;중세 한국어에서는 사가 아래아 발음이었음)를 일본발음으로 읽은 뒤, 다시 비슷한 음의 일본 한자로 표기한 것이다. 조선군 맹장 "모쿠소"에 관한 소식은 히데요시에게도 알려져 이듬해 무슨 일이 있어도 진주성은 꼭 함락시키라는 제2차 진주성 전투의 원인이 된다. 김시민은 이미 사망한 상태였으나, 일본군은 진주목사의 교체와 사망 사실을 몰랐고,(후에 《징비록》이 일본에서 발간되면서 알게됨) 전투 중 살해당한 진주목사 서예원의 목은 모쿠소 판관의 것으로 알려져 히데요시에게 보내졌다. 임진왜란이 끝난 후, "모쿠소"
란 캐릭터는 조선군의 맹장이자 충신이면서, 원한을 품고 일본을 전복하려는 원귀로 가부키의 소재가 되었으며, 나중에는 텐지쿠 도쿠베라는 별도의 가부키 캐릭터와 섞여 들어가는등, 원래 김시민과는 상관없는 가상 캐릭터가 되었다.

## 관련 작품
- 《조선왕조 오백년-임진왜란》 (MBC, 1985년~1986년, 배우:김종엽)
- 《불멸의 이순신》 (KBS1, 2004년~2005년, 배우:정의갑)
- 《징비록》 (KBS1, 2015년, 배우:박정우)
- 《특별기획 진주대첩-1부 승전의 조건, 통합, (KBS1, 2017년, 뮤지컬 배우:김인하)
- 《특별기획 진주대첩-2부 패배의 이유, 갈등, (KBS1, 2017년, 뮤지컬 배우:김인하)

## 같이 보기
- 이무기
- 임진왜란
- 제1차 진주성 전투
- 제2차 진주성 전투
- 사천•고성•창원 공방전
- 거창 사랑암 전투
- 진해 전투
- 진주성
- 이순신
- 권율
- 곽재우
- 서예원
- 성수경
- 김충갑
- 김제갑
- 류숭인
- 호소카와 다다오키
- 김시민대교
- 김시민 전공비
- 김시민 선무공신 교서